# Schismatoglottis ahmadii
Schismatoglottis ahmadii är en kallaväxtart som beskrevs av Alistair Hay. Schismatoglottis ahmadii ingår i släktet Schismatoglottis och familjen kallaväxter. Inga underarter finns listade.